# Задерацкий, Пётр Емельянович
Пётр Емельянович Задерацкий (1818—1848) — писатель и священник, отец Н. П. Задерацкого. Писал на русском и украинском языках.  

## Биография
По происхождению он был чистокровным малороссиянином. Родился у семьи сельского священника с Киевщины, чия парафия находилась непоодаль от Одессы в Ряснополе Херсонской губернии. Начал получать образование в Кишинёвской духовной семинарии, дошедши до философского класса. В 1837 году поступил в Херсонскую духовную семинарию. 
В 1839 году поступил в Киевскую духовную академию, которую закончил в 1843 году со степенью младшего кандидата. По свидетельству академического товарища Петра Гавриловича Лебединцева, «Задерацкий в Академии пользовался репутацией даровитого студента и знатока греческого и французского языков». 
Будучи студентом публиковал свои работы в журнале «Москвитянин», издававшийся в Москве М. П. Погодиным. Осенью 1843 года был рукоположен в сан священства и назначен на приход в Старо-Киевской Свято-Троицкой церкви, которым оставался до своей смерти 24 декабря 1848 года.

## Труды
Написал:
- «Записки о старокиевской церкви святой Троицы»[3] («Киевские епархиальные ведомости», 1864);
- «Болгаре, поселенцы Новороссийского края и Бессарабии» («Москвитянин» 1845 г., № 12; перепеч. в «Славянском ежегоднике», вып. V, Киев, 1882);